# Allium cuthbertii
Variété
Classification APG III (2009)
Allium cuthbertii, nom commun ail strié ou oignon de Cuthbert, est une espèce de plante herbacée vivace originaire du sud-est des États-Unis. On le trouve à des altitudes inférieures à 300 m en Alabama, Géorgie, Nord et Caroline du Sud, et au nord-est de la Floride,,.L'oignon de Cuthbert est plus tolérant à la chaleur que l'oignon penché et pousse dans des sols pauvres et rocheux ou des sols bien drainés en plein soleil ou à mi-ombre.
Allium cuthbertii produit des bulbes ovoïdes généralement solitaires pouvant atteindre 2 cm de long. Les hampes florales sont de sections rondes, triangulaires ou carrées et atteignent 40cm de haut. Les feuilles sont persistantes, flétrissant à l'anthèse, engainantes ; les limbes, solide, plat, linéaires, de 12–35 cm × 3–6 mm, à bords entiers ou denticulés. Les fleurs mesurent environ 8 mm de diamètre, sont blanches, roses ou violettes ; anthères et pollen jaunes,,. La dloraison a lieu de mai au début juin.